# デカルトモノイド圏
数学の特に圏論と呼ばれる分野において、デカルトモノイド圏（デカルトモノイドけん、英: cartesian monoidal category）あるいは短くデカルト圏は、モノイド積（テンソル積）が圏論的（直）積で与えられるモノイド圏を言う。有限積を持つ任意の圏（有限積圏）はデカルトモノイド圏と見なすことができる。任意のデカルトモノイド圏において、終対象がモノイド単位を与える。双対的に、有限余積を持つ圏において余積が始対象を単位として成すモノイド構造を考えて余デカルト（モノイド）圏が得られ、やはり任意の有限余積圏が余デカルトモノイド圏と見なせる。
デカルト圏の直積を与える関手が随伴となるHom関手を持つとき、デカルト閉圏という。

## 性質
デカルトモノイド圏はいくつも特別で重要な性質を持っている。たとえば対角射 Δx: x → x ⊗ x の存在や、任意の対象 x に対する添加 ex: x → I の存在などが挙げられる。計算機科学への応用において Δ を「データの複製」、e をデータ「消去」と見なすことができる。これらの射は任意の対象を余モノイドにする。実は、デカルトモノイド圏の任意の対象は一意的な方法で余モノイドとなる。

## 例
デカルトモノイド圏として以下のようなものが挙げられる:
- 集合の圏 Set: モノイド単位対象は任意の一元集合が与える。
- 小さい圏の双圏（英語版） Cat: 圏の直積（英語版）、単位対象は一つの対象とその恒等射のみからなる圏。

余デカルトモノイド圏として以下のようなものが挙げられる: 
- 与えられた体上のベクトル空間の圏 Vect: モノイド積はベクトル空間の直和、単位対象は自明ベクトル空間（英語版）。
- アーベル群の圏 Ab: モノイド積はアーベル群の直和、単位は自明群。
- より一般に、（可換とは限らない）環 R 上の（左）R-加群の圏 R-mod は加群の直和をデカルト積とし自明加群（英語版）を単位として余デカルトモノイド圏となる。

上に挙げた余デカルトモノイド構造を備えた加群の圏の例たちはどれも、有限積と有限余積が一致する（これは有限個の対象が与えられたとき、それらの積と余積とが必ず同型となるという意味において言う）。より精確に述べれば、f: X1 ⊔ ⋯ ⊔ Xn → X1 × ⋯ × Xn が自然数 n に対する、対象 Xj たちの n-項余積から n-項積への標準入射で、f が同型射となるとき、いわゆる対象 Xj たちの双積 X = ⨁n
j=1 Xj が ∐n
j=1 Xj および ∏n
j=1 Xj に同型であり、かつ射 ij: Xj → X および pj: X → Xj が存在して、組 (X, {ij}) および (X, {pj}) がそれぞれ対象 Xj たちの余積図式および積図式を与え、さらに pj ∘ ij = idXj を満たす。加えて、考えている圏が零対象を持つとき、任意の対象 A, B に対して、一意な零射 0A,B: A → 0 → B が存在して、pk ∘ ij = δij が従う。ここで右辺は 0 および 1 をそれぞれ対象 Xj と Xk の間の零射および恒等射と解釈したときのクロネッカーのデルタである。より詳細は前加法圏の項を参照のこと。